# Womelsdorf (Erndtebrück)
Womelsdorf (mundartlich Womelsdoaf) ist ein Ortsteil von Erndtebrück im Kreis Siegen-Wittgenstein in Nordrhein-Westfalen. Das Dorf zählt heute ca. 250 Einwohner.

## Geographie

### Lage
Womelsdorf liegt am Südrand des Rothaargebirges, im westlichen Teil des Wittgensteiner Landes. Der Ort liegt in unmittelbarer Nähe der noch jungen Eder.

### Nachbarorte
- Erndtebrück
- Birkelbach
- Birkefehl
- Schameder
- Zinse

## Geschichte
Erste urkundliche Zeugnisse beziehen sich auf das Jahr 1502. Der Ort ist aber erheblich älter. Es ist anzunehmen, dass bereits im 10. Jahrhundert die ersten Besiedelungen stattgefunden haben. Besitzer des Dorfes im Jahre 1502 ist das Rittergeschlecht derer von Winter. Diese Besitzrechte wechseln in den Jahren 1515, 1566 und 1576 durch Verkauf an die Grafen zu Wittgenstein. In der Zeit von 1585 und 1590 gehört Womelsdorf zur Schulzerei Erndtebrück. 1819 erfolgt der Wechsel zum Schultheißenbezirk Birkelbach. 1845 wird Womelsdorf dem Amte Berghausen zugeteilt.

### Einwohnerentwicklung
- 1961: 238 Einwohner[2]
- 1970: 244 Einwohner[2]
- 1974: 231 Einwohner[3]
- 1992: 265 Einwohner[4]
- 1995: 191 Einwohner
- 1997: 184 Einwohner
- 2000: 183 Einwohner
- 2002: 181 Einwohner
- 2005: 176 Einwohner
- 2007: 280 Einwohner
- 2010: 276 Einwohner
- 2012: 282 Einwohner
- 2018: 268 Einwohner
- 2020: 258 Einwohner
- 2022: 256 Einwohner

## Politik
Der Ort gehört seit der Gebietsreform, die am 1. Januar 1975 in Kraft trat, zur Gemeinde Erndtebrück und war bis zur Eingemeindung eine selbstständige Gemeinde im damaligen Kreis Wittgenstein.

## Kultur- und Sehenswürdigkeiten
Die Womelsdorfer Mühle stammt aus dem 17. Jahrhundert. Zurzeit (Stand: Dezember 2015) wird ein 30 kW-Generator in das Gebäude eingebaut, um aus dem Wasser der Eder Strom zu erzeugen.

### Religion
Ursprünglich gehörte Womelsdorf zum Kirchspiel Raumland. Im 16. Jahrhundert gehört man zum Kirchspiel Erndtebrück. 1619 erfolgt der endgültige Wechsel zum neu gegründeten Kirchspiel Birkelbach.

### Freiwillige Feuerwehr
Die Womelsdorfer Freiwillige Feuerwehr gehört zum Löschzug 2 der Gemeinde Erndtebrück. Als Feuerwehrhaus standen der Löschgruppe bis zum September 2015 eine Doppelgarage (In der Rose) sowie ein landwirtschaftlicher Schuppen zur Verfügung. Danach erhielt die Löschgruppe ein Fahrzeugplatz mit angrenzender Umkleide sowie einem Schulungsraum in der neuen Feuer- und Rettungswache Erndtebrück. In dieser ist der Rettungsdienst der Gemeinde – vormals in der Struthstraße – untergebracht. Die Löschgruppe Womelsdorf hat eine Partnerschaft mit der Feuerwehr aus Womelsdorf (Pennsylvania) in den USA (Volunteer Fire Company Womelsdorf PA).
Die Womelsdorfer Löschgruppe verfügt über ein Mittleres Löschfahrzeug (MLF), welches nach alter Bezeichnung ein Staffellöschfahrzeug StLF 10/6 ist. Der Funkrufname des Fahrzeuges ist Florian Erndtebrück 06/MLF/01.

## Infrastruktur
Die erste Wasserleitung wurde 1897 gebaut. Der Neubau der Ederbrücke konnte 1903 abgeschlossen werden. 1911 wird die Dorfschule gebaut.
Im Jahr 2016 gründete sich die Initiative Nahwärmenetz Birkelbach-Womelsdorf, kurz NaBiWo, welche ein diesem Namen entsprechendes Projekt mit einer zentralen Holzhackschnitzel-Heizanlage für beide Dörfer realisieren versuchte. Das Projekt konnte jedoch mangels Interesse in der Bevölkerung nicht umgesetzt werden.